# Vuohisaari (ö i Södra Savolax, S:t Michel, lat 61,40, long 26,44)
Vuohisaari är en ö i Finland. Den ligger i sjön Ylä-Rieveli och i kommunen Pertunmaa i den ekonomiska regionen  S:t Michel och landskapet Södra Savolax, i den södra delen av landet, 160 km nordost om huvudstaden Helsingfors. Öns area är 31,9 hektar och dess största längd är 1 kilometer i sydväst-nordöstlig riktning.